# تازه آباد صيدعلي (مقاطعة غيلانغرب)
تازه‌آباد صيدعلي (بالفارسية: تازه‌آباد صیدعلی) هي قرية تقع في كرمانشاه في إيران. يقدر عدد سكانها بـ 299 نسمة .